# Идеал Петров
Идеал Петров Христов е български драматичен актьор.

## Биография
Роден е във Варна на 18 май 1899 г. През 1919 г. дебютира във Варненския драматико-оперен театър. В периодите 1922-1923, 1927-1928 и 1932-1935 г. е актьор в театър „Пробуда“ и Варненски общински театър. През 1923-1925 г. играе в пътуващия „Популярен театър“ и в Хасковски градски театър. Последователно работи в Пловдивски градски театър, Русенски общински театър, Плевенски областен театър, Скопския народен театър, Бургаски народен театър и в Драматичния театър във Варна. Почива на 20 септември 1983 г. във Варна.
Името на артиста става нарицателно за нещо добре изпълнено – станало е „Идеал Петров“, тоест – идеално.

## Роли
Идеал Петров играе множество роли в театъра, по-значимите са:
- Чорбаджи Марко – „Под игото“ на Иван Вазов
- Лука – „На дъното“ на Максим Горки
- Тартюф – „Тартюф“ на Молиер
- Живота Цвийович – „Д-р“ на Бранислав Нушич
- Градоначалникът – „Ревизор“ на Николай Гогол[1]

Роли в киното:
- Хитър Петър (1960) – Хасан Паша, на панаира в Узунджово

## В културата
В българския език името „Идеал Петров“ е навлязло като фразеологизъм, използван най-вече за изразяването на лично удовлетворение или определяне на нещо като много добро, отлично. Според Росен Идеалов, внук на Идеал Петров, името е станало нарицателно още докато актьорът е бил жив. „Идеал Петров“ става заглавие и на песен на Криско, който решава да използва израза, за да припомни произхода му на по-старите и да запознае по-младите с него.